# Solvang (Californien)
Solvang er en by i Santa Barbara County, nord for Los Angeles, i den amerikanske delstat Californien. I 2010 var der 5.245 indbyggere. Byen i det solrige Californien har fået øgenavnet "Danish Capital of America".
Byen blev oprettet af en gruppe danske lærere og præster i 1911, deriblandt Benedict Nordentoft (en). Byen blev opbygget efter dansk forbillede med bindingsværkshuse, skole, landsbykirke og kopier af Dybbøl Mølle og Rundetårn. Byens museum, Elverhøj Museum, ligner en dansk bondegård fra 1700-tallet, indrettet med gamle danske møbler, og selv byens park blev opkaldt efter H.C. Andersen.
Solvang ligger midt i det californiske vinområde Santa Ynez Valley, hvor en række gårde tilbyder vinsmagning.
Solvang var beliggenhed for nogle af scenerne i den Oscar-vindende film Sideways fra 2004.

## Galleri
- Hans Christian Andersen-statue
- Solvangs flag til venstre
- Solvangs Rundetårn
- Dansk bageri Solvang
- Bethania Lutheran Church
- Salg af "dansk" tøj